# Wasserturm Sebaldsbrück
Der Wasserturm Sebaldsbrück in Bremen-Hemelingen, Ortsteil Sebaldsbrück, Am Wasserturm 10, stammt von 1914.
Das Bauwerk steht seit 2020 unter Bremischem Denkmalschutz.

## Geschichte
Der sechsgeschossige, städtebaulich markante, vieleckige fast runde Wasserturm mit einem gestaffelten Aufsatz wurde 1913/14 für das Ausbesserungswerk Sebaldsbrück durch die Firma Windschild & Langelott nach deren Plänen gebaut. Er speicherte Brauchwasser, das mithilfe von zwei Brunnen gefördert wurde. Die kostspielige Nutzung der städtischen Wasserversorgung für den Betrieb der Dampflokomotiven wurde dadurch vermieden. Zudem versorgte er den Betrieb und die nördlich  angrenzenden 400 Wohnungen der Eisenbahnersiedlung mit Wasser für die sanitären Anlagen. Das sachliche verklinkerte Bauwerk aus Beton mit kräftigen vertikalen Lisenen steht beim heutigen Automotive Logistics Center am  Mercedes Benz Werk Bremen von Daimler-Benz.